# Kerria lacca
La cotxinilla de la laca (Kerria lacca) és una espècie d'hemípter esternorrinc de la família Kerriidae. És una de les cotxinilles comercialment més important, font principal d'un exsudat que pot refinar-se en goma laca i altres productes. Aquest organisme és originari d'Àsia.

## Biologia
K. lacca també produeix un tint i una cera com a secrecions naturals. El cicle de vida d'aquesta cotxinilla comença amb el primer estadi larval, en el qual els espècimens són coneguts col·loquialment com a "cucs", encara que això és incorrecte des d'un punt de vista taxonòmic. Les larves s'arrosseguen en aquesta etapa al llarg de les branques de les plantes amfitriones i s'alimenten del floema. Foraden les branques per aconseguir el floema, cobrint els forats amb secrecions ceroses. Així mateix l'animal produeix un tint vermell, que en el tint laca segons l'additiu utilitzat varia des del vermell porpra al marró, passant pel taronja, utilitzat tradicionalment per tenyir llana o seda i que també es va utilitzar com a colorant alimentari. El tint s'origina en l'hemolimfa de l'insecte, un fluid anàleg a la nostra sang. Altres espècies de la mateixa superfamília produeixen colorants anàlegs, com el carmí de quermes, produït per Kermes vermilio, utilitzat en la tinció de tèxtils o el vermell carmí, produït per Dactylopius coccus, usat en la indústria alimentària, en la tèxtil o en la cosmètica, en aquest últim cas en la producció de llapis de llavis.
Més de 400 plantes amfitriones han estat descrites. Tres d'elles són les preferentment usades en la cria de l'insecte: Butea monosperma, Schleichera oliosa, i Ziziphus mauritiana.
Existeixen almenys dues varietats de l'insecte que es diferencien pel seu cicle de vida i per les seves preferències quant a l'espècie vegetal amfitriona.

## Ecologia
Els enemics naturals d'aquesta espècie inclouen diversos parasitoides, com a  vespes parasitoides de l'espècie Tachardiaephagus tachardiae i Coccophagus tschirchii o predadors com les arnes Eublemma roseonivia i Holcocera pulverea. Aquestes arnes representen un problema de producció de l'insecte a l'Índia.
Aquests insectes, així com diversos tipus de fongs patògens, formen part de xarxes tròfiques amb importància en la biodiversitat local.
K. lacca ha estat referit com a plaga. Com s'ha dit, és criat un arbre de l'espècie Ziziphus mauritania, que també és conreat pel seu fruit. K. lacca a vegades envaeix el cultiu i minva la producció de fruita.

## Economia
Milions de persones participen directament o indirecta en la producció d'aquests insectes. Almenys un 50 % de la producció de la laca té el seu origen a l'Índia, on aproximadament 20000 tones mètriques de laca en cru és produïda anualment. És un producte versàtil, amb una àmplia gamma aplicacions i que provoca una intensa activitat industrial a les zones de producció, que proporcionen recursos econòmics per a les tribus rurals. A Vietnam, la introducció de K. lacca ha desencadenat un repunt econòmic de pobles de muntanya empobrits i ha ajudat a repoblar zones desboscades. La demanda d'aquest recurs, encara intensa, s'ha vingut reduint en els últims anys, minvant la viabilitat econòmica de la cria de la cotxinilla de laca.
Mentre K. lacca és l'espècie més àmpliament criada a Àsia, K. yunnanensis és més extensament utilitzada a la Xina.

## Usos

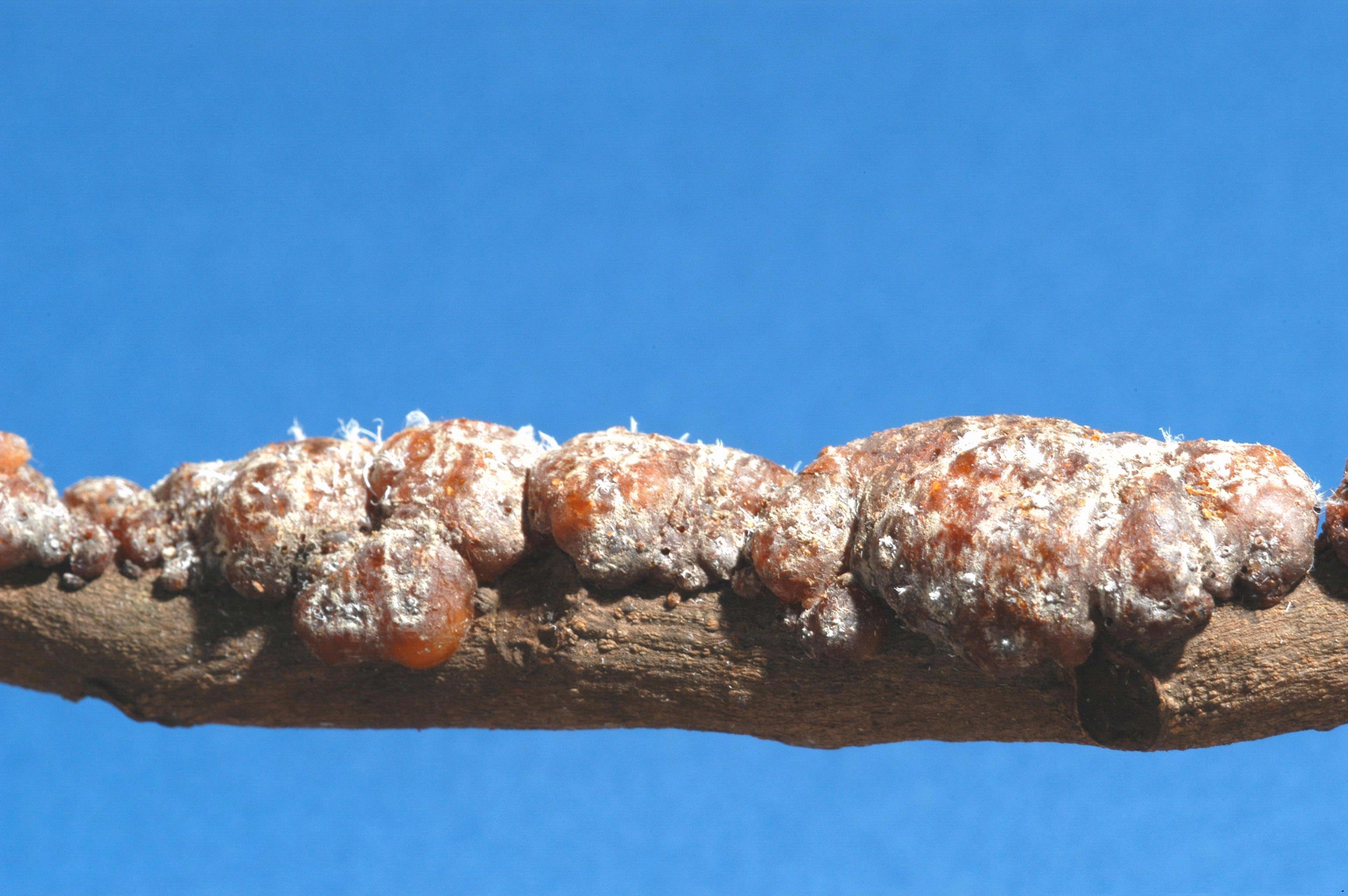
La cotxinilla en una branca

### Tint laca
El tint és una mescla de derivats de antraquinones. La cotxinilla de laca es presenta en diversos colors, entre els quals es troben el carmí o el groc. El color de l'insecte s'hereta com un caràcter governat per un únic gen, sent el carmí dominant sobre el groc. L'insecte de tipus salvatge posseeix el color de cos carmí a causa de la presència d'un complex hidrosoluble de polihidroxi-antraquinona, conegut com a tint laca. A més del seu ús alimentari i cosmètic, aquestes antraquinones també exhibeixen moltes propietats farmacèutiques, incloent potencial antibiòtic, antiviral i antinutritiu. Un estudi recent ha mostrat que el component de antraquinona del tint laca també posseeix efectes antineoplàsics o anticancerosos
S'ha proposat que la cotxinilla de laca utilitza la ruta dels policétids catalitzada per la policétido sintasa per produir àcid laccaic, una molècula precursora en la biosíntesi d'altres constituents del pigment.
S'ha utilitzat com a tint per a llana o seda, així com colorant en la indústria alimentària, per a aliments i begudes.

### Cera laca
Es tracta d'una mescla d'alcohols, àcids i els seus èsters. S'utilitza en confiteria i indústria alimentària, en la indústria farmacèutica, com a acabat brillant de pastilles; en llapis de cera, llapis de llavis i com a poliment i acabat en automoció, sabates o trispols.

### Goma laca
La goma laca o shellac és l'única resina comercial d'origen animal i és un polímer natural, atóxic i comestible. Està autoritzat com a additiu alimentari a l'UE amb el número E 904. Compost de hidroxiàcids grassos, principalment àcid aleurític (9,10,16- àcid trihidroxihexadecanoic), i àcids hidroxisesquiterpènics. Un estudi recent ha proposat que les possibles rutes biosintètiques per als constituents de la resina laca utilitzen acetil-CoA com a molècula precursora comuna, suggerint la participació de preniltransferases en la biosíntesi dels sesquiterpens juntament amb el citocrom P450. Es comercialitza tant al natural com descolorida i desencerada.
Els seus usos són amplíssims:
- Recobriment de fruites, massapans, xocolata, dolços, xiclet. També és usat com a adherent per a tintes d'estampat alimentari, com la dels ous o en formatges, closca d'ous bullits, cafè en gra, productes d'aperitiu, fruits secs.[15]
- Utilitzat en mascaretes, laques d'ungles, condicionadors de cabell, additiu per a xampú, microencapsulat de perfums.
- Utilitzat com a recobriment entèric de medicaments.
- En fotografia, litografia, discos de gramòfon, joieria, botiga de joguines, pell d'imitació...
- Cera de segellat.
- En pirotècnia.
- Acabat de fustes.
- En electrònica com a aïllant o adhesiu.

### Àcid aleurític
L'àcid aleurític (9, 10, 16-àcid trihidroxipalmític), el qual s'obté de la goma laca per saponificació. Es presenta com una pols o granulat de color blanc.
S'utilitza en la indústria cosmètica i farmacèutica com a precursor de la civetona, ambrettolide i isoambrettolide, totes elles substàncies d'olor semblant al mesc. Existeix una gran demanda d'aquestes substàncies en perfumeria. Així mateix s'utilitza en la producció de laques, plàstics i fibres.